# Biên giới Lào–Thái Lan

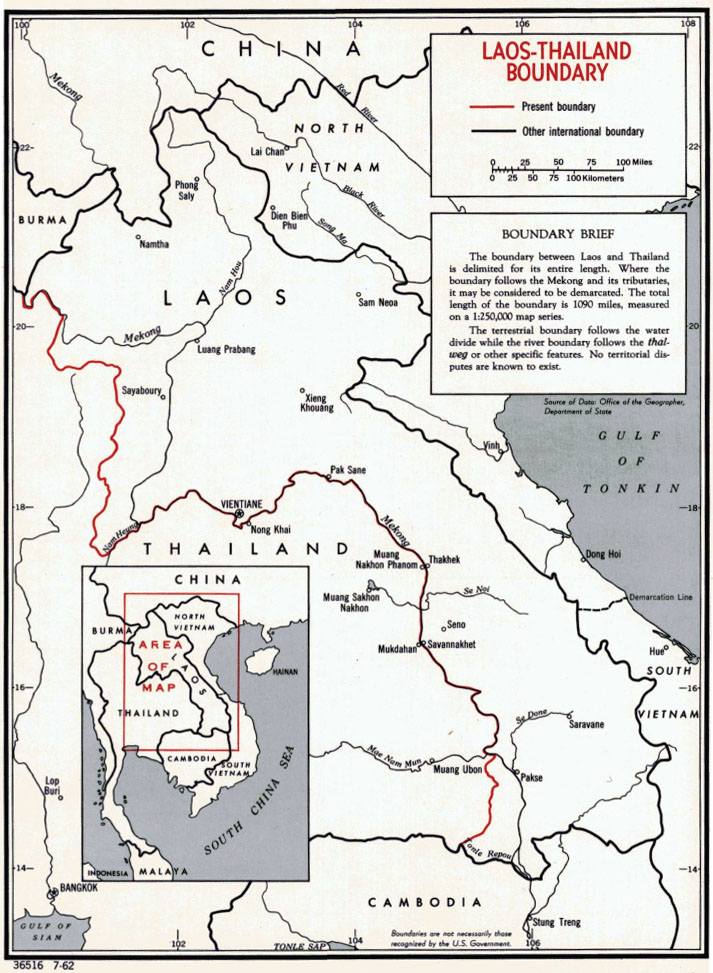
Bản đồ biên giới Lào-Thái Lan

Biên giới Lào–Thái Lan là biên giới quốc tế giữa hai quốc gia Lào và Thái Lan. Biên giới dài 1845 km với hơn một nửa dọc theo sông Mekong, và chạy từ ngã ba biên giới ở phía bắc đến ngã ba biên giới với Campuchia ở phía nam.

## Mô tả
Biên giới bắt đầu từ phía bắc tại điểm giao nhau với Myanmar tại hợp lưu của Kok và sông Mekong, theo sau về phía đông nam. Sau đó, nó rời sông và tiến vào đất liền theo hướng rộng về phía nam qua các rặng đồi khác nhau, xuống sông Hueang. Sau đó, nó đi theo con sông này về phía đông bắc đến nơi hợp lưu với sông Mekong, từ đó nó chảy theo sông Mekong trong phần lớn chiều dài của biên giới. Ngay phía tây bắc của Pakse biên giới rời khỏi sông Mekong và sau đó đi theo sườn của dãy núi Dângrêk về phía nam điểm ba với Campuchia.

## Lịch sử

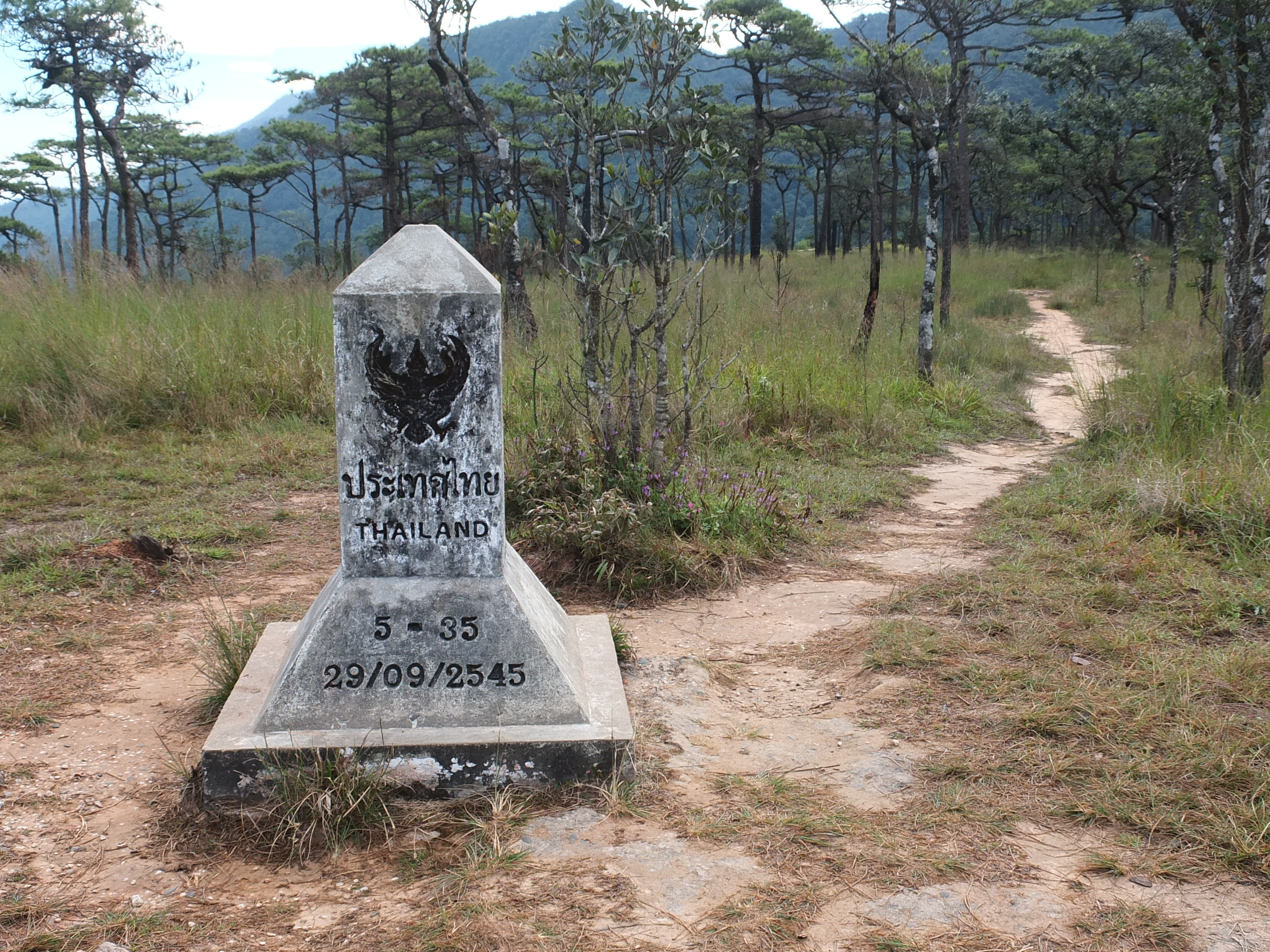
Một cột đánh dấu biên giới

Từ những năm 1860, Pháp bắt đầu thiết lập sự hiện diện trong khu vực, ban đầu là ở Campuchia và Việt Nam hiện đại, và thuộc địa Đông Dương thuộc Pháp được thành lập vào năm 1887. Các vương quốc Lào vào thời điểm này là các quốc gia phụ lưu của Vương quốc Xiêm (tên cũ của Thái Lan), tuy nhiên tất cả các khu vực phía đông sông Mê Kông đã bị sát nhập vào Đông Dương thuộc Pháp vào năm 1893 sau Chiến tranh Pháp-Xiêm. Năm 1902, Xiêm buộc phải nhượng các khu vực phía tây sông Mekong cho Pháp, bao gồm tỉnh Sainyabuli ngày nay và nửa phía tây của tỉnh Champasak. Nhiều đất hơn được nhượng lại trong một hiệp ước khác vào năm 1904, và một lần nữa vào năm 1907. Một hiệp ước nhỏ vào năm 1926 đã làm rõ vấn đề chủ quyền còn tồn tại đối với các đảo nhỏ ở sông Mekong. Sau khi Nhật Bản xâm lược Đông Dương thuộc Pháp vào năm 1940, các khu vực được nhượng lại ở phía tây sông Mekong và tây nam Lào đã được trả lại cho Thái Lan, tuy nhiên thỏa thuận này đã bị hủy bỏ sau khi Nhật Bản thất bại và biên giới trước chiến tranh được khôi phục.
Lào giành được độc lập một phần từ Pháp năm 1949, giành độc lập hoàn toàn vào năm 1953, với ranh giới sau đó trở thành một giữa hai quốc gia có chủ quyền. Thái Lan thỉnh thoảng đưa ra yêu sách về các lãnh thổ được nhượng cho Lào để chữa trị thời kỳ thuộc địa, với căng thẳng gia tăng sau chiến thắng của Pathet Lào Cộng sản trong nội chiến Lào năm 1975. Các hiệp ước hữu nghị được ký kết vào năm 1976 và 1979 nhằm làm dịu căng thẳng, cả hai bên đều công nhận sự toàn vẹn lãnh thổ của bên kia. Tuy nhiên, giao tranh đã nổ ra vào năm 1984 tại các ngôi làng tranh chấp giáp biên giới ở tỉnh Sainyabuli / tỉnh Uttaradit, và một cuộc chiến nữa vào năm 1987–88 trên một khu vực gần đó. 
Một ủy ban chung được thành lập vào năm 1991 nhằm giải quyết tranh chấp một cách hòa bình, tuy nhiên các cuộc thảo luận đã kéo dài trong suốt thập kỷ. Một ủy ban biên giới chung được thành lập vào năm 1997, tuy nhiên công việc của nó đã bị đình chỉ vào năm 1998 sau cuộc khủng hoảng tài chính châu Á. Tính đến năm 2018, việc phân định biên giới vẫn đang tiếp tục.